# Drive By (bài hát)
"Drive By" là một bài hát của ban nhạc Rock Mỹ Train từ album phòng thu thứ sáu của ban nhạc, California 37. Bài hát là đĩa đơn đầu tiên của album trên được phát hành tại Hoa Kỳ 10 tháng 1 năm 2012. Bài hát được sáng tác bởi ca sĩ hát chính của nhóm Patrick Monahan cùng với các thành viên Espen Lind, Amund Bjørklund cũng đã cùng sáng tác bài hit "Hey, Soul Sister" năm 2009.
"Drive By" đạt thứ 10 tại bảng xếp hạng Billboard Hot 100, trở thành bài hát thứ ba của nhóm lọt vào tốp 10. Nó cũng được chứng nhận đĩa bạch kim của RIAA vào 23 tháng 7 năm 2012 khi bán được 2 triệu bản trên toàn Hoa Kỳ. Trên quốc tế, bài hát cũng lọt vào tốp 10 bảng xếp hạng của 13 nước. Train đã biểu diễn bài hát này trong sê-ri truyền hình 90210 trong tập phim "Blood Is Thicker Than Mud" chiếu vào 13 tháng 3 năm 2012.

## Bảng xếp hạng
| Xếp hạng (2012)                            | Vị trí cao nhất |
| ------------------------------------------ | --------------- |
| Úc (ARIA)                                  | 13              |
| Áo (Ö3 Austria Top 40)                     | 5               |
| Bỉ (Ultratop 50 Flanders)                  | 21              |
| Bỉ (Ultratop 50 Wallonia)                  | 29              |
| Canada (Canadian Hot 100)                  | 11              |
| Cộng hòa Séc (Rádio Top 100)               | 2               |
| Đan Mạch (Tracklisten)                     | 5               |
| Phần Lan (Suomen virallinen lista)         | 3               |
| Pháp (SNEP)                                | 31              |
| Đức (GfK)                                  | 3               |
| Hungary (Rádiós Top 40)                    | 1               |
| Ireland (IRMA)                             | 8               |
| Ý (FIMI)                                   | 3               |
| Luxembourg (Billboard)                     | 5               |
| Hà Lan (Dutch Top 40)                      | 4               |
| New Zealand (Recorded Music NZ)            | 3               |
| Na Uy (VG-lista)                           | 4               |
| Ba Lan (Polish Airplay Top 100)            | 3               |
| Scotland (OCC)                             | 4               |
| Slovakia (Rádio Top 100)                   | 2               |
| South Korea (Gaon Music Chart)             | 85              |
| Tây Ban Nha (PROMUSICAE)                   | 12              |
| Thụy Điển (Sverigetopplistan)              | 3               |
| Thụy Sĩ (Schweizer Hitparade)              | 1               |
| Anh Quốc (OCC)                             | 6               |
| Hoa Kỳ Billboard Hot 100                   | 10              |
| Hoa Kỳ Adult Alternative Songs (Billboard) | 7               |
| Hoa Kỳ Adult Contemporary (Billboard)      | 1               |
| Hoa Kỳ Adult Pop Airplay (Billboard)       | 2               |
| Hoa Kỳ Hot Rock Songs (Billboard)          | 40              |
| Hoa Kỳ Pop Airplay (Billboard)             | 12              |

| Xếp hạng (2012)                          | Vị trí cao nhất |
| ---------------------------------------- | --------------- |
| Đức (Media Control AG)                   | 41              |
| Hungary (Rádiós Top 40)                  | 3               |
| Vương quốc Anh (Official Charts Company) | 23              |
| Hoa Kỳ Billboard Hot 100                 | 19              |

## Lượng tiêu thụ
| Quốc gia | Chứng nhận  | Số đơn vị/doanh số chứng nhận |
| --- | ----------- | ----------------------------- |
| Úc | 2× Bạch kim | 140,000                       |
| Áo | Vàng        | 15,000                        |
| Canada (Music Canada) | 3× Bạch kim | 30.000^                       |
| Đan Mạch | Vàng        | 15,000                        |
| Đức | Vàng        | 150,000                       |
| Ý | 2× Bạch kim | 60,000                        |
| Hà Lan | Bạch kim    | 20,000                        |
| New Zealand (RMNZ) | Bạch kim    | 15.000*                       |
| Thụy Điển | 3× Bạch kim | 120,000                       |
| Vương quốc Anh | Bạch kim    | 600,000                       |
| Hoa Kỳ | 3× Bạch kim | 3,000,000                     |
| * Chứng nhận dựa theo doanh số tiêu thụ. ^ Chứng nhận dựa theo doanh số nhập hàng. ‡ Chứng nhận dựa theo doanh số tiêu thụ và phát trực tuyến. |             |                               |

## Lịch sử phát hành
| Khu vực        | Ngày tháng          | Định dạng        | Nhãn                         |
| -------------- | ------------------- | ---------------- | ---------------------------- |
| Hoa Kỳ         | 10 tháng 1 năm 2012 | Digital download | Columbia Records, Sony Music |
| Đức            | 23 tháng 3 năm 2012 | CD single        | Columbia Records, Sony Music |
| Vương quốc Anh | 16 tháng 4 năm 2012 | Digital download | Columbia Records, Sony Music |